# 西田善太
西田 善太 （にしだ ぜんた、1963年11月 - ）は、日本の雑誌編集者。マガジンハウス所属。

## 人物
1963年、北海道生まれ。父は元日本放送協会アナウンサーで解説委員も務めた西田善夫。善太本人曰く「ボクは父と顔がそっくり」とのこと。父がNHK札幌放送局在職中に生まれ、その後東京に転居する。海城高等学校、早稲田大学商学部卒業。博報堂のコピーライターを経て、1991年マガジンハウス入社。BRUTUS編集部、GINZA編集部、Casa BRUTUS副編集長を経て、2007年3月よりBRUTUS副編集長、同年12月よりBRUTUS編集長。2022年よりマガジンハウス ブランドビジネス領域担当執行役員。
『Suntory Waiting Bar AVANTI』の放送開始時からの常連で、VANTIカクテルブック（FM東京出版）にも寄稿。それによれば、強引にAVANTIを雑誌で紹介しようとしてジェイクに断られたのが縁だとか（『BRUTUS』2009年3月1日号でAVANTIを紹介することに成功している）。初期は駄洒落シリーズなどおバカネタを連発していたが、中期からは聴き手に徹している様子。が、ときおり相手の話を微妙に脱線させてオチを付けるところに片鱗あり。取手豪州の親友、とされている。
SBIモーゲージ所属の住宅ローンアドバイザーは同姓同名の別人。

## エピソード
- 博報堂時代に日産自動車「フィガロ」の広告コピー「恋愛のために、生きる。」を手がける。

## 出演番組
- Suntory Waiting Bar AVANTI（TOKYO FM） - 常連ゲスト
- 見事なお仕事（TBSラジオ） - パーソナリティ。長男の西田風太（2018年TBSラジオ入社）がスタッフとして携わる。